# Al Nahyanstadion
Het Al Nahyanstadion  (Arabisch: ملعب آل نهيان) is een multifunctioneel stadion in Abu Dhabi in de Verenigde Arabische Emiraten met ruimte voor 12.000 toeschouwers. Het stadion werd geopend in 1995 en gerenoveerd in 2006. Er zijn 50 VIP-plaatsen en 76 plekken in de businessclass. Het stadion wordt vooral gebruikt voor voetbalwedstrijden. De voetbalclub Al-Wahda FC maakt gebruik van het stadion.

## Toernooien
Het stadion werd gebruikt voor het Wereldkampioenschap voetbal onder 20 dat van 27 november tot en met 19 december 2003 in de Verenigde Arabische Emiraten werd gehouden. Er werden 6 groepswedstrijden (alle wedstrijden in groep F) en twee wedstrijden in de achtste finale. De achtste finales werden in dit stadion op 8 december gespeeld. De wedstrijd tussen Japan en Zuid-Korea eindigde in 2–1 en de wedstrijd tussen Burkina-Faso en Canada werd 0–1.
In 2019 zal dit een van de stadions zijn waar het Aziatisch kampioenschap voetbal gespeeld zal worden.